# Liste der Amtsträger des Klosters St. Johannis zu Hamburg
Diese Liste enthält die Amtsträger des Klosters Herwardeshude vor und des Klosters St. Johannis nach der Reformation.

## Kloster Herwardeshude vor der Reformation
Das Kloster Herwardeshude wurde vor der Reformation durch die Äbtissin geleitet, die einzig dem Erzbischof von Hamburg-Bremen unterstand. Ihre Stellvertreterin war die Priorin. An der Verwaltung der Klostergüter beteiligt war der Propst. Er wurde vom Konvent gewählt und unterstand der Äbtissin. Der Propst sollte die Geschäfte erledigen, die der Äbtissin als Frau nicht erlaubt waren. Außerdem war er Pfarrer und Beichtvater der Nonnen und geistlicher Richter.
1307 wurde innerhalb des Klosters ein Hospital sowie zu dessen Unterstützung eine Stiftung gegründet. Später diente sie zur Unterstützung des Klosters allgemein. Als Vorsteher („provisores“) des Krankenhauses und der Stiftung wurden zwei von vier Hamburger Bürgermeistern eingesetzt. Es sind nur die ersten beiden Vorsteher überliefert. Sie können als Vorgänger der Patrone nach der Reformation gelten. Ab 1482 wurden nach einer gescheiterten Reform zwei Klosterbürger als Prokuratoren für die Geschäftsführung eingesetzt. Sie wurden von der Äbtissin ausgewählt. Es handelte sich um Hamburger Bürger und Ratsherren.
Eine besondere Beziehung zur Stadt Hamburg unterhielten die monitores daselbst. Sie vertraten das Kloster bei der Abwicklung von Rentengeschäften.

### Die Äbtissinnen
| Jahr(e)             | Name                  | Bemerkungen                                                                                             |
| ------------------- | --------------------- | --- |
| 1246                | Heilwig               | Gründerin des Klosters. Es ist nicht zu belegen, nur zu vermuten, dass sie Äbtissin war.                |
| 15. August 1258     | N. N.                 | |
| 23. März 1282       | N. N.                 | |
| 1296, 1307          | Mechthilde            | |
| 1310, 1315          | Margareta             | |
| 1317, 1331          | Mechthilde            | |
| 1332, 1333          | Margaretha            | |
| 1348                | Elisabeth             | vielleicht die 1346 erwähnte Nonne Elisabeth von Stendal                                                |
| 1348                | Gertrud               | die einzige bekannte Gertrud zu der Zeit war Gertrud Stacius                                            |
| 1359, 1383          | Reymburge             | Tochter der hamburgischen Bürgerin Margareta Ryben                                                      |
| 1387                | Gertrud Stapel        | auch: Gertrud Stapels 1                                                                                 |
| 1410                | Katharina Wraak       | † 1415                                                                                                  |
| 1412, 1432          | Wommele Wulfhagen     | vermutlich Tochter des Ratsmannes Ludolf Wulfhagen                                                      |
| 1436                | Margaretha Merlow     | |
| 1450, 1453          | Beke Buxtehude        | |
| 1458, 1461          | Elisabeth             | † 1468; vermutlich identisch mit Beke von der Hove, die Lappenberg für 1463 aufführt; auch: Beke Hune 1 |
| 1465 – 19. 12. 1482 | Margaretha Vermersen  | auch: Grete Vermersen 1                                                                                 |
| 1483, 1486          | Anna Kalen            | |
| 1506, 1509, 1520    | Anna von Tzeven       | |
| 1526 – 1542         | Caecilia von Oldessem | 1522 Nonne, ab 1531 Jungfer Domina des Konventualinnenstifts                                            |

### Die Priorinnen
| Jahr(e)          | Name               | Bemerkungen                                                                                               |
| ---------------- | ------------------ | --- |
| 1310             | Elisabeth          | |
| 1333             | Gertrud            | |
| 1348             | Elisabeth          | vielleicht die 1348 vorkommende Äbtissin desselben Namens                                                 |
| 1361             | Justina            | |
| 1363, 1383       | Thiburga           | auch: Thidburg 2                                                                                          |
| 1412             | Catherina          | |
| 1415             | Mette              | |
| 1418             | Losseke            | |
| 1421, 1432       | Lucia Bretlinges   | auch: Luske Bretling 2, Tochter des Ratsherren Albert Bretling; eventuell identisch mit der vorgenannten? |
| 1436, 1458       | Alheid Gripswold   | |
| 1461, 1468, 1474 | Gertrud Tolner     | |
| 1480, 1486       | Windele Bernstede  | auch: Wenke Bernstede 2                                                                                   |
| 1509             | Gesche Kretel      | |
| 1518, 1520       | Anna Wesselhovede  | |
| nach 1520        | Barteke von Tzeven | |

### Die Pröpste
| Jahr(e)                 | Name                               | Bemerkungen                                                                                          |
| ----------------------- | ---------------------------------- | --- |
| 1295, 1313              | Johannes Nortorp, Nortorf, Nordorf | zugleich Kaplan von Gerhard II. von Holstein und Schauenburg                                         |
| 1314                    | Johannes                           | |
| 1313, 1315              | Alardus von Schiltsen              | Pfarrer zu Wedel                                                                                     |
| 1315, 1317              | Conrad                             | |
| 1319, 1355              | Willekin                           | |
| 1356                    | Johannes Lowe                      | |
| 1361, 1366              | Jacobus                            | |
| 1366, 1370              | Hinrich von Wiggersen              | Bruder des Hamburger Bürgermeisters Werner van Wiggersen                                             |
| 1. September 1370, 1371 | Nicolaus van Ultzen                | |
| 1375, 1378              | Bertram von Koldenkerken           | früher Pfarrer in Barmstedt                                                                          |
| 1379                    | Hinrich Pikart                     | |
| März 1381, 1385         | Bertram von Barmstede              | |
| 20. Dezember 1387, 1393 | Johann Husbalke                    | 1397 Domherr                                                                                         |
| 1394, 1402              | Hermann Pressentin                 | vicarius perpetuus zu St. Petri                                                                      |
| 1403, 1412              | Hinrich Knakerügge                 | war im Umkreis des Grafen Nicolaus von Holstein und Schauenburg tätig                                |
| 1415, 1416              | Hermann Rotermund                  | |
| 1418, 1421              | H. Busser                          | 6 Jahre im Amt, vermutlich 1416 – 1422                                                               |
| 1421, 1430              | Georg Soltwedel                    | |
| 1431                    | Eggehard Cluver                    | 3 Jahre im Amt (– 1434?)                                                                             |
| 1434                    | Georg                              | † 1436                                                                                               |
| 1436                    | Johann Riphen                      | † 1452                                                                                               |
| 1452, 1455              | A. Sueverling                      | nach Gaedechens: Sneverding                                                                          |
| 1455, 1483              | Johann Screyge                     | Sohn des Dieterich, Enkel des Ratsherrn Albert Schreye                                               |
| 30. Januar 1493         | Luder von Hadelen                  | vorher Sekretär des Rats, 1477 vicarius perpetuus beim Domkapitel                                    |
| 1500                    | Johann Garve, Gerwer               | † 25. Februar 1500. Er erscheint 1477 – 1490 als Vikar am Dom.                                       |
| 1507, 1510              | Ludolf Garve, Gerwer               | Wenn er der 1544 verstorbene Ludolf Garve ist, hat er resigniert. 1508 hatte er eine Vikarie am Dom. |
| ca. 1510 – 1523         | Luder Wittekop                     | |
| 1523; 30. Dezember 1524 | Conrad Zyll                        | |

### Die Vorsteher (provisores)
| Jahr(e) | Name                        | Bemerkungen                                 |
| ------- | --------------------------- | ------------------------------------------- |
| 1307    | Johann Miles                | Bürgermeister 1300 – 1329                   |
| 1307    | Johann vom Berge (de Monte) | Ratsherr ab 1275, Bürgermeister 1325 – 1328 |

### Die Klosterbürger
| Jahr(e)    | Name            | Bemerkungen |
| ---------- | --------------- | --- |
| 1490, 1492 | Johan Huge      | Bürgermeister 1478 – 1499. Wird „provisor“ des Klosters genannt.                                               |
| 1491       | Johann Gherwer  | gemeinsam mit Huge. Wurde im liber memorandorum „provisor und vorweser des Klosters to Hervesteshude“ genannt. |
| 1516       | Gerd von Hutlem | Ratmann |

| Name                | Bemerkungen                                                      |
| ------------------- | ---------------------------------------------------------------- |
| Hans von Bergen     | Oberalter zu St. Jacobi 1528 – 1549                              |
| Hans Drewes         |                                                                  |
| Asmus von Minden    | 1537 Jurat von St. Petri                                         |
| Mattheus Moers      | Verhandelt wie auch Warnecken am 5. Juni 1529 mit dem Domkapitel |
| Michael Panning     | Oberalter zu St. Jacobi 1529 – 1547                              |
| Heinrich Rademacher | Oberalter zu St. Petri 1531 – 1532, dann Ratsherr                |
| Hans Rentzel        | Oberalter zu St. Petri 1532 – 1533, 1534 Ratsherr                |
| Warnecke Warnecken  | 1531 Jurat von St. Nicolai, 1540 – 1555 Oberalter daselbst       |

### Rechtsvertreter (monitores) des Klosters in der Stadt Hamburg
| Jahr(e)     | Name            | Bemerkungen                                   |
| ----------- | --------------- | --------------------------------------------- |
| 1308        | Heinrich Biscop |                                               |
| 1465        | Johann Unrouwe  | war auch Kaplan                               |
| 1474        | Otto vam Meere  | Ratsherr, Wandschneider                       |
| 1474 – 1482 | Oldmann Louwen  | zugleich Vorsteher des Heilig-Geist-Hospitals |
| 1502 – 1514 | Clawes          |                                               |
| 1514 – 1522 | Hans Segelke    |                                               |
| 1522 – 1524 | Thomas Wilde    | Pächter des Ratsweinkellers                   |
| 1524 – 1530 | Henning Schele  |                                               |

## Kloster St. Johannis nach der Reformation
Das Kloster St. Johannis wurde nach der Reformation durch die beiden ersten Bürgermeister Hamburgs (als Patrone), zwei Klosterbürger (als Vorsteher) und die Jungfer Domina verwaltet, die gemeinsam den Großen Konvent bildeten. Ihnen standen unterstützend, aber nicht stimmberechtigt, je ein Klosterschreiber und ein Klostervogt zur Seite.
Nach dem Wegfallen des Propstes, dem auch weltliche Geschäfte zustanden, trat an die Stelle der Prokuratoren der Klosterschreiber. Er hatte auch das Protokoll, die Rechnungen und Hypothekenbücher des Klosters zu führen, zweimal jährlich mit dem Klostervogt eine Grenzbegehung vorzunehmen und darüber hinaus Aufträge für das Kloster zu erledigen, die ihm von der Leitung erteilt wurden. Seine Stelle kaufte er seit dem Anfang des 18. Jahrhunderts für eine bedeutende Summe, leistete außerdem 10.000 Mark Kaution. Seine Einkünfte bestanden aus: freier Dienstwohnung im Kloster, verschiedenen festen Einnahmen und aus Gebühren. Sie musste er, wie der Klostervogt, als eine Art von Leibrente ansehen, die er durch den Kauf der Stelle erwarb.
Aufgaben des Klostervogtes waren seit dem Ende des 16. Jahrhunderts: die Grenzen des Klostergebietes zu überwachen, den Zustand von Ländereien, Holzungen und Jagdwesen zu kontrollieren, die Land- und Wasserwege instand halten zu lassen. Er hatte auch Polizeigewalt und musste von den Bauern die ausstehenden Abgaben eintreiben. Die Stelle kaufte er ebenfalls seit dem Beginn des 18. Jahrhunderts. Seine Wohnung hatte er in Eppendorf oder Eimsbüttel zu wählen. Seine Einnahme bestand aus Geld, festen Naturalleistungen und zufälligen Einkünften.
Alle Amtsträger übten ihre Funktion in der Regel auf Lebenszeit aus. Das Ende der Amtszeit ist also das Sterbedatum, außer bei
- E = Ende der regulären Amtszeit als Bürgermeister
- P = Pensionierung
- R = Rücktritt (i. d. R. aus Alters- und Gesundheitsgründen)
- S = Suspendierung
- Ratsherr = Die Vorsteher legten ab 1621 ihr Amt nieder, wenn sie in den Rat gewählt wurden
- # = Grund unbekannt

Das Kloster St. Johannis übte die Hoheitsrechte über zahlreiche Dörfer aus, die 1830 der Landherrenschaft der Geestlande und damit der direkten Hamburger Hoheit unterstellt wurden. Die späteren Amtsträger sind dafür ohne Belang. Sie werden hier jedoch noch bis zum Stand von 1884 genannt, dem Jahr, in dem sie bei Gaedechens et al. veröffentlicht wurden.

### Die Patrone
| 1539 – 6. April 1546         | Dirik Hohusen                             |
| 1546 – 17. Januar 1547       | Johann Rodenburg                          |
| 1547 – 6. April 1557         | Jürgen Plate                              |
| 1558 – 4. Oktober 1579       | Albert Hackmann                           |
| 1579 – 1581                  | vakant?                                   |
| 1581 – 1. Februar 1588       | Eberhard Moller                           |
| 1588 – 2. August 1594        | Joachim vam Kampe                         |
| 1594 – 1597                  | vakant?                                   |
| 1597 – 30. März 1613         | Erich von der Fechte                      |
| 1613 – 30. März 1621         | Vincent Moller                            |
| 1621 – 24. Oktober 1623      | Sebastian von Bergen                      |
| 1624 – 16. Februar 1632      | Joachim Claen                             |
| 1632 – 4. Mai 1653           | Albert von Eitzen                         |
| 1653 – 2. August 1678        | Nicolaus Jarre                            |
| 1678 – 19. Januar 1680       | Broderus Pauli                            |
| 1680 – 15. August 1684       | Johann Schröder                           |
| 1684 – 25. Oktober 1687      | Diedrich Moller                           |
| 1687 – 14. Juli 1690         | Hinrich Meurer                            |
| 1690 – 28. März 1704         | Joachim Lemmermaun                        |
| 1704 – 18. November 1709     | Peter von Lengerke                        |
| 1709 – 28. Januar 1723       | Gerhard Schröder                          |
| 1723 – 1. Februar 1728       | Hinrich Diedrich Wiese                    |
| 1728 – 5. November 1729      | Hans Jacob Faber                          |
| 1730 – 3. Mai 1743           | Johann Andersen                           |
| 1743 – 9. November 1759 (R)  | Cornelius Poppe († 24. Februar 1768)      |
| 1759 – 9. Januar 1765        | Lucas Corthum                             |
| 1765 – 28. Juli 1783         | Nicolaus Schuback                         |
| 1783 – 22. August 1784       | Franz Doormann                            |
| 1784 – 22. August 1800       | Jacob Albrecht von Sienen                 |
| 1800 – 13. November 1801     | Franz Anton Wagner                        |
| 1801 – 5. Juni 1816          | Daniel Lienau                             |
| 1816 – 21. Juni 1831         | Wilhelm Amsinck                           |
| 1831 – 1. Februar 1850       | Johann Heinrich Bartels                   |
| 1850 – 31. Dezember 1860 (E) | Heinrich Kellinghusen († 20. April 1879)  |
| 1861 – 14. Mai 1869 (R)      | Friedrich Sieveking († 25. Dezember 1872) |
| 1870 –                       | Senator Gustav Heinrich Kirchenpauer      |

| 1539 – 1547                  | nur ein Patron?                         |
| 1547 – 1553 (R)              | Peter von Spreckelsen († 18. Juni 1553) |
| 1553 – 7. Februar 1571 (R)   | Matthias Rheder († 24. November 1579)   |
| 1571 – 15. Januar 1580       | Lorenz Niebur                           |
| 1580 – 1593 (R)              | Hermen Wetken († 13. Oktober 1595)      |
| 1594 – 1. Juli 1598          | Diedrich von Eitzen                     |
| 1599 – 21. Februar 1614 (R)  | Joachim Beckendorp († 14. August 1614)  |
| 1614 – 2. Dezember 1642      | Hieronimus Vogeler                      |
| 1643 – 15. Februar 1649      | Ulrich Winckel                          |
| 1649 – 5. Mai 1652           | Johann Brand                            |
| 1652 – 7. April 1667         | Barthold Moller                         |
| 1667 – 12. Juli 1668         | Barthold Twestreng                      |
| 1668 – 2. Oktober 1676       | Johann Schrötteringk                    |
| 1677 – 2. März 1697          | Johann Schulte                          |
| 1697 – 28. August 1717       | Peter Lütkens                           |
| 1717 – 30. Juli 1722         | Ludwig Becceler                         |
| 1722 – 26. Dezember 1732     | Garlieb Sillem                          |
| 1733 – 22. November 1742     | Rütger Ruland                           |
| 1742 – 11. Januar 1751       | Martin Lucas Scheele                    |
| 1751 – 19. Oktober 1754      | Conrad Widow                            |
| 1754 – 28. November 1774     | Martin Hieronimus Schele                |
| 1774 – 21. April 1780        | Peter Greve                             |
| 1780 – 20. März 1781         | Vincent Rumpff                          |
| 1781 – 3. Januar 1786        | Albert Schulte                          |
| 1786 – 12. Januar 1790       | Johann Anderson                         |
| 1790 – 28. August 1807       | Johann Adolph Poppe                     |
| 1807 – 17. März 1820         | Friedrich von Graffen                   |
| 1820 – 5. März 1834          | Johann Arnold Heise                     |
| 1834 – 24. Februar 1835      | Martin Garlieb Sillem                   |
| 1835 – 17. Dezember 1842     | Amandus Augustus Abendroth              |
| 1843 – 5. März 1851          | Christian Daniel Beneke                 |
| 1851 – 25. Januar 1855       | Johann Ludwig Dammert                   |
| 1855 – 31. Dezember 1861 (R) | Nicolaus Binder († 23. November 1865)   |
| 1862 – 20. Dezember 1867     | Senator Ascan Wilhelm Lutteroth         |
| 1867 – 10. Mai 1877          | Senator Hermann Gossler                 |
| 1877 –                       | Senator Carl Friedrich Petersen         |

### Die Vorsteher
| 1530        | Harmen Soltouw                                     |
| 1530        | Peter Bahuer                                       |
| 1532        | Joachim Moller, Ratsherr († 27. Oktober 1557)      |
| 1532        | Matthias Reder, Ratsherr                           |
| 1532        | Hinrich Rademaker, Ratsherr                        |
| 1532        | Hinrich Davorde, Rücktritt 1533                    |
| 1532        | Hans von Bergen                                    |
| 1532        | Conrad Lampe                                       |
| 1536        | Albert Oldehorst, Ratsherr († 24. August 1545)     |
| 1536        | Johann Rentzel, Ratsherr († 28. Oktober 1544)      |
| 1536        | Franz Oldehorst                                    |
| 1540        | Gerdt von Hutlen, Ratsherr                         |
| 1542        | Jürgen Plate, Ratsherr, 1546 Bürgermeister, Patron |
| 1545        | Peter Röver                                        |
| 1545        | Johann Koep                                        |
| 1546        | Jochim Salsborch († 1560)                          |
| 1557        | Joachim Holthusen, Ratsherr († 1580)               |
| 1559        | Lucas Beckmann, Oberalter († 1565)                 |
| 1560 – 1578 | Hinrich vom Kroghe, 1558 Ratsherr                  |

Bei den ersten Klosterbürgern sind die genauen Amtszeiten nicht bekannt. Es scheint auch so, dass nicht alle auf Lebenszeit amtierten: Es hätte dann zeitweise erheblich mehr als nur zwei Vorsteher gegeben. Ab 1572 sind zwei Nachfolgereihen erkennbar:
| 1572 – 1587                         | Joachim vam Kampe                                |
| 22. Juni 1588 – 11. November 1616   | Johann Wetken, 1602 Oberalter, 1605 Ratsherr     |
| 23. Oktober 1617 – 11. Februar 1620 | Wilhelm von Duten, 1615 Oberalter, 1618 Ratsherr |
| 28. Februar 1620 – 1621 (Ratsherr)  | Diedrich Moller, 1618 Oberalter                  |
| 1621 – 1623                         | vakant?                                          |
| 9. April 1623 – 1625 (Ratsherr)     | Albert Beckendorp, 1618 Oberalter                |
| 30. Juli 1625 – 1626 (Ratsherr)     | Peter von Spreckelsen, 1618 Oberalter            |
| 22. Mai 1626 – 1628 (Ratsherr)      | Joachim Hartiges, 1618 Oberalter                 |
| 1628 – 1630                         | vakant?                                          |
| 22. Juli 1630 – 1659 (#)            | Hartwig von Spreckelsen                          |
| 1659 – 1677 (R)                     | Jürgen vom Holte                                 |
| 17. Mai 1677 – 28. August 1691      | Gerd Burmester                                   |
| 5. September 1691 – 1703 (Ratsherr) | Johann Schulte                                   |
| 23. Oktober 1703 – 1. April 1717    | Barthold Schaffshausen                           |
| 19. Juni 1717 – 14. April 1727      | Jacob Greve                                      |
| 12. Juni 1727 – 17. Januar 1740     | Otto Luis                                        |
| 19. Februar 1740 – 1750 (R)         | Johann Behrmann                                  |
| 4. Februar 1751 – 5. Februar 1783   | Johann Georg Poppe                               |
| 2. Oktober 1783 – 31. März 1810     | Jacob Köpcke                                     |
| 19. Juni 1810 – 17. Juni 1843       | Johann Heinrich Wibel                            |
| 1844 – 25. September 1844           | Ratsherr Friedrich Rücker                        |
| 14. August 1845 – 1860 (R)          | Johannes Amsinck                                 |
| 12. Mai 1860 –                      | Cipriano Francisco Gaedechens                    |

| 1572 – 20. März 1575 (#)                | Barthold Kock                               |
| 20. November 1575 – 4. Juni 1592        | Antor Peters, 1572 Oberalter                |
| 2. Januar 1593 – 2. April 1632          | Erich Soltau, 1599 Oberalter, 1607 Ratsherr |
| 18. August 1632 – 1641 (Ratsherr)       | Johann Wetken, 1628 Oberalter               |
| 14. September 1641 – 1668 (#)           | Johann Kohl                                 |
| 1668 – 15. August 1678                  | Johann Bostelmann, Oberalter                |
| September 1678 – 1681 (Ratsherr)        | Johann Koch, 1680 Oberalter                 |
| 1682 – Dezember 1690                    | Paulus Langermann                           |
| 31. Dezember 1690 – 29. August 1692     | Jürgen von Lengercke                        |
| 28. Oktober 1692 – 28. Oktober 1699     | Hinrich Kronenburg                          |
| 2. April 1701 – 12. Dezember 1719       | Albert Cohlbrant, 1694 Oberalter            |
| 20. Februar 1720 – 1722 (Ratsherr)      | Albert Rodrigo Anckelmann                   |
| 14. November 1722 – 18. Juni 1736       | Johann Pell                                 |
| 28. September 1736 – 9. Juli 1740       | Johann Krüger                               |
| 17. September 1740 – 18. September 1765 | Nicolaus Krüger                             |
| 29. November 1765 – 31. März 1793       | Diedrich de Dobbeler                        |
| 27. Juli 1793 – 24. April 1800          | Heinrich Albrecht Sylingk                   |
| 8. Juli 1800 – 17. März 1822            | Johann Gottfried Schramm                    |
| 18. Februar 1823 – 17. April 1823       | Hans Jürgen Bauck                           |
| 17. Mai 1823 – 10. November 1836        | Carsten Wilhelm Soltau                      |
| 22. Dezember 1836 – 8. Juni 1855        | Adolph Jencquel                             |
| 16. Juli 1855 – 3. November 1862        | Matthias Bauck                              |
| 18. Dezember 1862 – 4. Januar 1883      | Heinrich Amsinck                            |
| 21. Mai 1883 –                          | Oscar Theodor Büsch                         |

### Die Jungfrauen Dominae
| 1526 – 1542                            | Caecilia van Oldessem (bis 1531 letzte Äbtissin) |
| 1544                                   | Gesche Wygers                                    |
| 1549 und 1560                          | Wolber Vaget, Vogdes                             |
| 1564                                   | Gesche vom Kroge                                 |
| ? – Juli 1580                          | Margaretha Holste                                |
| September 1580 – 20. Oktober 1609 (R)  | Katharina Grawers                                |
| 20. Oktober 1609 –                     | Margaretha Cranenberg                            |
| 16. August 1632 – 19. März 1643        | Margaretha von Spreckelsen                       |
| 10. Juni 1643 – 1670                   | Magdalena Drope                                  |
| 27. Februar 1671 – 26. März 1701       | Magdalena Elebeke                                |
| 5. April 1701 – 1. April 1702          | Anna Oldehorst                                   |
| 12. Mai 1702 – 1. Dezember 1725        | Anna Sülze                                       |
| 6. August 1726 – 2. Juli 1736          | Margaretha Prencke                               |
| 21. Juli 1736 – 19. Juli 1763          | Margaretha Elisabeth Schweets                    |
| 6. September 1763 – 17. Februar 1783   | Anna Maria Nootnagel                             |
| 23. Mai 1783 – 17. September 1786      | Hanna Amanda Staphorst                           |
| 28. September 1786 – 29. November 1798 | Margaretha Elisabeth Kissner                     |
| 3. Januar 1799 – 23. Juni 1801         | Anna Dorothea Gieseke                            |
| 23. Juli 1801 – 23. Februar 1830       | Lucia Catharina Bogaart                          |
| 15. Juli 1830 – 28. April 1835         | Carolina Regina Benedicta Zitelmann              |
| 7. Juli 1835 – 1841                    | Catharina Elisabeth Schultze                     |
| 28. September 1841 – 12. Juni 1865     | Juliane Köpcke                                   |
| 14. Oktober 1865 – 10. Februar 1875    | Amalie Köpcke                                    |
| 1875 – 1877                            | vakant                                           |
| 27. Dezember 1877 –                    | Caroline Elisabeth Heinichen                     |

### Die Klosterschreiber
| 1549                                    | Christoffer von Winthem                                       |
| 1555                                    | Severin Karstens                                              |
| ? – 1572                                | Hermann Wessel                                                |
| Michaelis 1572 – 1580                   | Otto Kranenberg                                               |
| Februar 1580 – 1594                     | Claus Quade                                                   |
| 1594 – 1608                             | Dirik Prigge                                                  |
| 22. Oktober 1608 – 1624                 | Hinrich Schulte                                               |
| 23. Mai 1624 – 1647                     | Franz Oldehorst                                               |
| 22. November 1647 – 1674                | Bernhard Jünglingk                                            |
| 6. April 1674 – 1707                    | Jacob Jerre                                                   |
| 25. Juli 1707 – 1723 (S)                | Hans Schillhorn 3                                             |
| 29. Mai 1723 – 25. Januar 1759          | Andreas Hildebrandt 4                                         |
| 1759 – 3. Juli 1760                     | (ad interim) Andreas Hildebrandt junior                       |
| 1760 – 1765                             | Johann Georg Poppe 5                                          |
| 10. September 1765 – 22. September 1818 | Lucas Albert Oldenburg 6                                      |
| 1818 – 1820                             | (ad interim) Johann Christoph Lucas Oldenburg                 |
| 5. Dezember 1820 – 3. Juni 1827         | Johann Gottfried Schramm                                      |
| 1827 – 16. April 1833                   | (ad interim) Johann Christian Rönnkamp († 16. April 1833) und |
| 1833                                    | (ad interim) Johann Carl Danz († 28. Januar 1834)             |
| 10. August 1833 – 29. Dezember 1855     | Johann Peter Simon Rafunck (1837 Buchhalter)                  |
| 20. Januar 1856 – 1862 (P)              | Carl Eduard von Axen († 12. Februar 1863)                     |
| 4. Oktober 1862 – 1864                  | Carl August Kleinschmidt                                      |
| 23. Juni 1864 –                         | Joseph David Georg Maack                                      |

### Die Klostervögte
| 1572 – 1582                         | Wilhard Kock                               |
| 1582 – 8. August 1601               | Wilhard Kock, der Sohn                     |
| 6. Oktober 1604 – 1620              | Jürgen Vilter                              |
| 1621 – ?                            | Michael Kleinweg                           |
| 21. Januar 1626 – 12. Juni 1628     | Hinrich Ehsig                              |
| 22. Mai 1629 – ?                    | Hans Rasche                                |
| ? – 1651                            | Claus Rusch                                |
| 21. Januar 1651 – 21. Mai 1679      | Paul Jaens                                 |
| 3. Juli 1679 – ?                    | Martin Schele                              |
| 29. August 1693 – ?                 | Berend Borchers                            |
| 30. Oktober 1703 – 1710 (S)         | Barthold Johann Bode († 23. November 1714) |
| 14. Februar 1714 – 6. Dezember 1729 | Nicolaus Wensien 7                         |
| 15. März 1731 – 26. Januar 1757     | Johann Ludwig Rull 8                       |
| 21. Juni 1757 – März 1765 (R)       | Johann Christian Amberg 9                  |
| 20. März 1765 – 31. Mai 1775        | Christian Hans Faber                       |
| 5. März 1778 – 2. März 1795         | Barthold Möller 10                         |
| 5. November 1795 – 18. Mai 1833     | Johann Christian Georg Borchert 11         |